# Ржакса
 Ржа́кса  — рабочий посёлок в Тамбовской области России. Административный центр Ржаксинского района, в составе которого образует Ржаксинский поссовет.

## География
Расположен в 73 км к юго-востоку от Тамбова. Одноимённая железнодорожная станция на линии Тамбов — Балашов Юго-Восточной железной дороги.

## История
Населённый пункт впервые упоминается в 1822 году.
Статус посёлка городского типа (рабочего посёлка) — с 1968 года.

## Население
| 1959  | 1970  | 1979  | 1989  | 2002  | 2006  | 2009  | 2010  | 2012  |
| ----- | ----- | ----- | ----- | ----- | ----- | ----- | ----- | ----- |
| 2767  | ↗5176 | ↗5834 | ↗6164 | ↘5864 | ↘5549 | ↘5344 | ↘5196 | ↘5108 |
| 2013  | 2014  | 2015  | 2016  | 2017  | 2018  | 2019  | 2020  | 2021  |
| ↘5002 | ↘4889 | ↘4735 | ↘4577 | ↘4482 | ↘4288 | ↘4194 | ↘4147 | ↗4480 |

Национальный состав
По итогам переписи населения 2020 года проживали следующие национальности (национальности менее 0,1 % и другое, см. в сноске к строке «Другие»):
| Национальность | Численность, чел. | Доля     |
| -------------- | ----------------- | -------- |
| Русские        | 4306              | 96,12 %  |
| Армяне         | 17                | 0,38 %   |
| Украинцы       | 16                | 0,36 %   |
| Цыгане         | 8                 | 0,18 %   |
| Татары         | 7                 | 0,16 %   |
| Другие         | 126               | 2,80 %   |
| Итого          | 4480              | 100,00 % |

## Экономика
- Кирпичный завод (не работает)
- Лимонадный цех
- Чакинская нефтебаза
- Колхоз имени В. И. Ленина
- Колхоз Первомайский
- Ржаксинский элеватор
- Дорожно-транспортная компания ДПМК
- Автопарк

## Инфраструктура
- Дом культуры
- Музыкальная школа
- Библиотека
- Спортивная школа
- Стадион
- Ледовый каток (хоккейный)
- Две школы
- Два кафе
- Рынок (по средам)
- Заброшенный аэродром
- Ржаксинская ЦРБ

## Русская православная церковь
- Церковь

## Достопримечательности
- Мемориал защитникам Родины во Второй Мировой войне
- Памятник Неизвестному солдату
- Памятник Ленину
- Парк культуры и отдыха
- Мемориальная доска памяти С. В. Рахманинова на вокзале